# Lista dos boroughs da Grande Londres
A Grande Londres contém trinta e dois boroughs (distritos ou freguesias). Doze destes mais a Cidade de Londres constituem a Inner London, enquanto os outros vinte constituem a Outer London.